# Кейкино
Кейкино (фин. Haavikko) — деревня в  Кузёмкинском сельском поселении Кингисеппского района Ленинградской области.

## История
Впервые упоминается в писцовых книгах Шелонской пятины от 1571 года как деревня Кикино (Кекино) — 10 обеж в Ямском Окологородье.
Согласно шведским «Балтийским писцовым книгам» (Baltiska Fogderäkenskaper) деревня носила названия: Apakÿle (1582 год), Apakÿlla (1584 год), Happekÿlla (1585 год), Happekÿlla (1586 год), Hapekÿlla (1589 год). В 1582 году владельцем 4 обеж земли в деревне являлся Abram ille Rÿtt.
Затем как деревня Keikina by — 12 обеж в шведских писцовых книгах 1618—1623 годов.
На карте Ингерманландии А. И. Бергенгейма, составленной по шведским материалам 1676 года, она обозначена как деревня Kiäkina.
На шведской «Генеральной карте провинции Ингерманландии» 1704 года — как Kiakina.
Как деревня Кнакина она упомянута на «Географическом чертеже Ижорской земли» Адриана Шонбека 1705 года.
Село Кекино нанесено на карте Санкт-Петербургской губернии Я. Ф. Шмидта 1770 года.
На карте Санкт-Петербургской губернии Ф. Ф. Шуберта 1834 года обозначено село Кейкино, состоящее из 34 крестьянских дворов.

КЕЙКИНО — село принадлежит графу Нессельроде, число жителей по ревизии: 107 м. п., 116 ж. п.; В оном: церковь деревянная во имя святых апостолов Петра и Павла. (1838 год)

В пояснительном тексте к этнографической карте Санкт-Петербургской губернии П. И. Кёппена 1849 года, записаны:
- Haawikko (село Кейкино), количество жителей на 1848 год: савакотов — 12 м. п., 10 ж. п., всего 22 человека, ижоры — 100 м. п., 107 ж. п., всего 207 человек
- Kejkino, Herrensitz (мыза Кейкино), количество жителей на 1848 год: ижоры — 10 м. п., 6 ж. п., всего 16 человек.

Ижоры относились к православному Кейкинскому Петропавловскому приходу, савакоты — к лютеранскому приходу Косёмкина
На карте профессора С. С. Куторги 1852 года упомянуто село Кейкино из 34 дворов.

КЕЙКЕНО — село Ведомства государственного имущества, 12 вёрст по почтовой, а остальное по просёлкам, число дворов — 26, число душ — 112 м. п. (1856 год)

КЕЙКИНО — деревня, число жителей по X-ой ревизии 1857 года: 114 м. п., 127 ж. п., всего 241 чел.

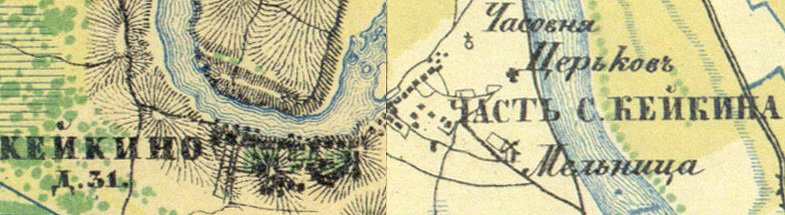
Село Кейкино на карте 1860 года

Согласно «Топографической карте частей Санкт-Петербургской и Выборгской губерний» в 1860 году село Кейкино насчитывало 31 двор, в селе находились: церковь, часовня и ветряная мельница.

КЕЙКИНО — село казённое при реке Луге и рукаве, число дворов — 38, число жителей: 155 м. п., 148 ж. п.; Церковь православная. Ярмарка. (1862 год)

КЕЙКИНО — деревня, по земской переписи 1882 года: семей — 61, в них 182 м. п., 178 ж. п., всего 360 чел.

КЕЙКИНО — деревня, число хозяйств по земской переписи 1899 года — 68, число жителей: 177 м. п., 188 ж. п., всего 365 чел.
 разряд крестьян: бывшие владельческие, народность: финская

В конце XIX — начале XX века село Кейкино административно относилось к Наровской волости 2-го стана Ямбургского уезда Санкт-Петербургской губернии. Его население было исключительно ижорским.
С 1917 года деревня Кейкино входила в состав Кейкинского сельсовета Наровской волости Кингисеппского уезда.
В 1920 году в деревне числилось 68 землевладельцев, 90 домовладельцев и 416 жителей (4 эстонца, 16 русских и 396 ижор), а так же в деревне находились 3 беженца.
С 1924 года деревня Кейкино входила в состав Орловского сельсовета.
Согласно данным переписи населения СССР 1926 года в селе Кейкино проживали 324 человека, все ижоры.
С августа 1927 года в составе Кингисеппского района. С ноября 1927 года в составе Куровицкого сельсовета.
В 1928 году население деревни Кейкино также составляло 324 человека.

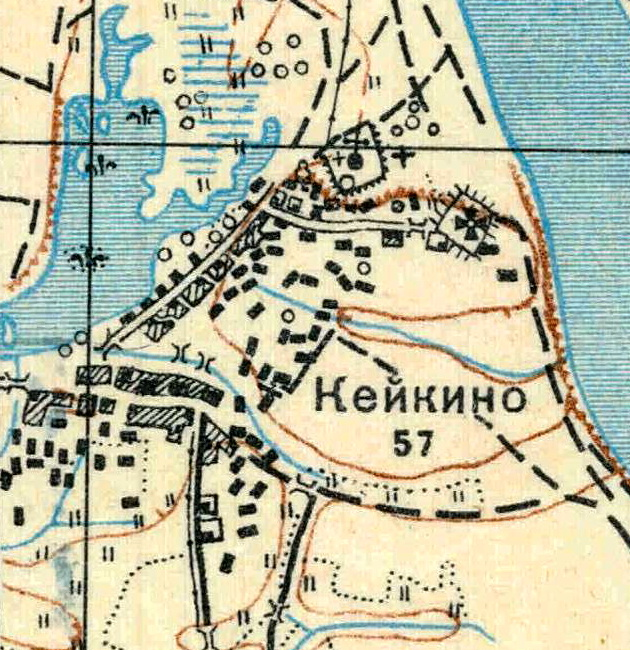
План деревни Кейкино. 1930 год

Согласно топографической карте РККА 1930 года деревня насчитывала 57 дворов. В северной части деревни находились церковь и часовня.
По данным 1933 года деревня Кейкино входила в состав Извозского сельсовета Кингисеппского района.
В 1943 году жителям деревни удалось избежать депортации в Финляндию, спрятавшись на время акции в лесу.
Деревня была освобождена от немецко-фашистских оккупантов 1 февраля 1944 года.
С 1950 года в составе Извозского сельсовета.
С 1955 года в составе Кошкинского сельсовета.
С 1958 года вновь в составе Куровицкого сельсовета. В 1958 году население деревни Кейкино составляло 92 человека.
По данным 1966 и 1973 годов деревня Кейкино также входила в состав Куровицкого сельсовета.
По данным 1990 года деревня Кейкино входила в состав Кузёмкинского сельсовета.
В 1997 году в деревне Кейкино проживали 97 человек, в 2002 году — 97 человек (русские — 91 %), в 2007 году — 98, в 2010 году — 90.

## География
Деревня расположена в западной части района на автодороге 41К-109 (Лужицы — Первое Мая).
Расстояние до административного центра поселения — 15 км.
Расстояние до ближайшей железнодорожной станции Ивангород-Нарвский — 12 км.
Деревня находится на левом берегу реки Луга.

## Фото

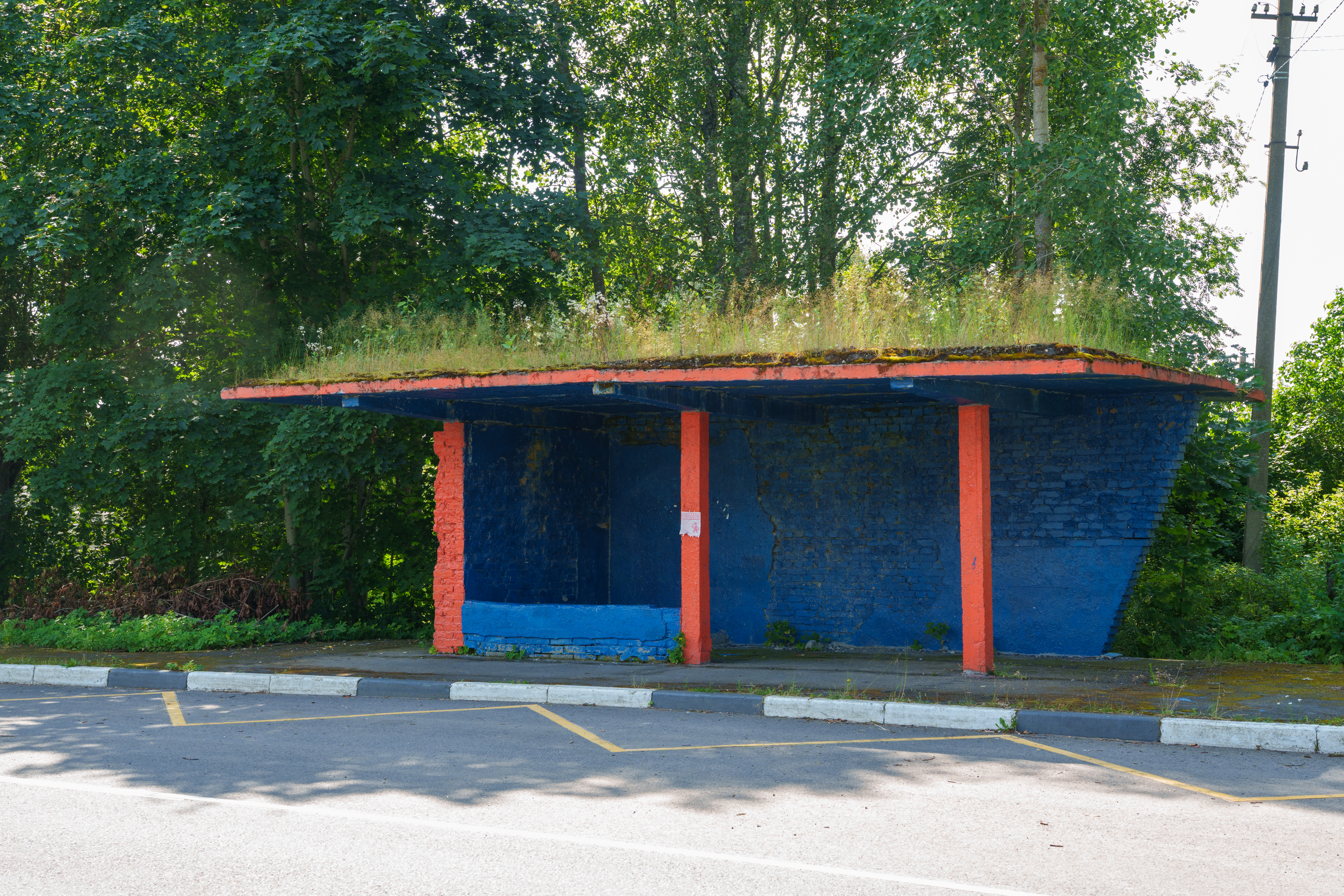
Автобусная остановка в деревне Кейкино, 2025

## Демография
| 1862 | 2007 | 2010 | 2017 |
| ---- | ---- | ---- | ---- |
| 303  | ↘98  | ↘90  | ↘88  |

### Национальный состав
Согласно данным Всероссийской переписи населения 2021 года в деревне проживали 4 человека, из них:
 русские — 1, остальные национальность не указали.